# Propachyrucos
Propachyrucos è un genere estinto di mammiferi notoungulati, appartenente ai tipoteri. Visse tra l'Oligocene superiore e il Miocene inferiore (circa 29 - 21 milioni di anni fa) e i suoi resti fossili sono stati ritrovati in Sudamerica.

## Descrizione
Questo animale doveva avere la taglia di una grossa lepre, e il cranio era lungo circa 10 centimetri. Il corpo era snello, con una coda molto corta, e le zampe anteriori, benché forti, erano molto più corte di quelle posteriori; queste ultime erano dotate di lunghi metatarsi. 
Il cranio era dotato di una dentatura completa, ma i secondi e i terzi incisivi, così come i canini e i primi premolari inferiori erano vestigiali. I primi incisivi superiori erano molto grandi, e anche i primi incisivi superiori mostravano un notevole sviluppo. I molari possedevano due pieghe interne separate da un'ulteriore piega profonda, come quella degli interateri; era presente cemento dentario, ma in misura minore rispetto a quello presente nei denti di Interatherium. I denti inferiori erano piatti esteriormente, e bilobati interiormente. 
La tibia e il perone non erano saldati, e le ossa dell'avambraccio e della gamba inferiore erano rispettivamente più corti rispetto a omero e femore, ma le zampe posteriori erano in ogni caso molto più lunghe di quelle anteriori. Le seconde e terze dita della mano erano di lunghezza simile, e il quarto era più piccolo; il quinto dito era minuscolo, più ridotto rispetto a quello dell'assai simile Pachyrukhos. La mano sembrava più specializzata rispetto a quella di Pachyrukhos, e piuttosto simile a quella di Paedotherium. I metatarsi erano allungati, in particolare il terzo.

## Classificazione
Propachyrucos venne descritto per la prima volta nel 1897 da Florentino Ameghino, sulla base di resti fossili ritrovati in Argentina, in terreni dell'Oligocene superiore (ma che Ameghino riteneva essere del Cretaceo). La specie tipo è Propachyrucos smithwoodwardi, ma a questo genere sono state attribuite altre specie, come P. aequilatus, P. robustus, P. ameghinorum; quest'ultima specie, descritta da George Gaylord Simpson nel 1945 e proveniente dalla provincia di Chubut, è nota per un notevole scheletro quasi completo che ha permesso di ricostruire con una certa precisione l'aspetto dell'animale.
Propachyrucos era un rappresentante degli egetoteriidi, un gruppo di mammiferi notoungulati che si svilupparono in isolamento nel continente sudamericano, dando luogo a forme a volte simili a lepri e conigli. In particolare, Propachyrucos potrebbe essere un membro dei Pachyrukhinae, una sottofamiglia di egetoteri particolarmente simile ai lagomorfi attuali.

## Paleoecologia
Sembra che Propachyrucos e gli animali simili potrebbero essere stati animali adatti alla corsa, o forse al salto. Proporzioni corporee simili a quelle di Propachyrucos si riscontrano anche in alcuni mammiferi artiodattili dell'Oligo-Miocene europeo, i cainoteriidi.